# Rue Gaston-de-Saint-Paul
La rue Gaston-de-Saint-Paul est une voie privée du 16e arrondissement de Paris, en France.

## Situation et accès

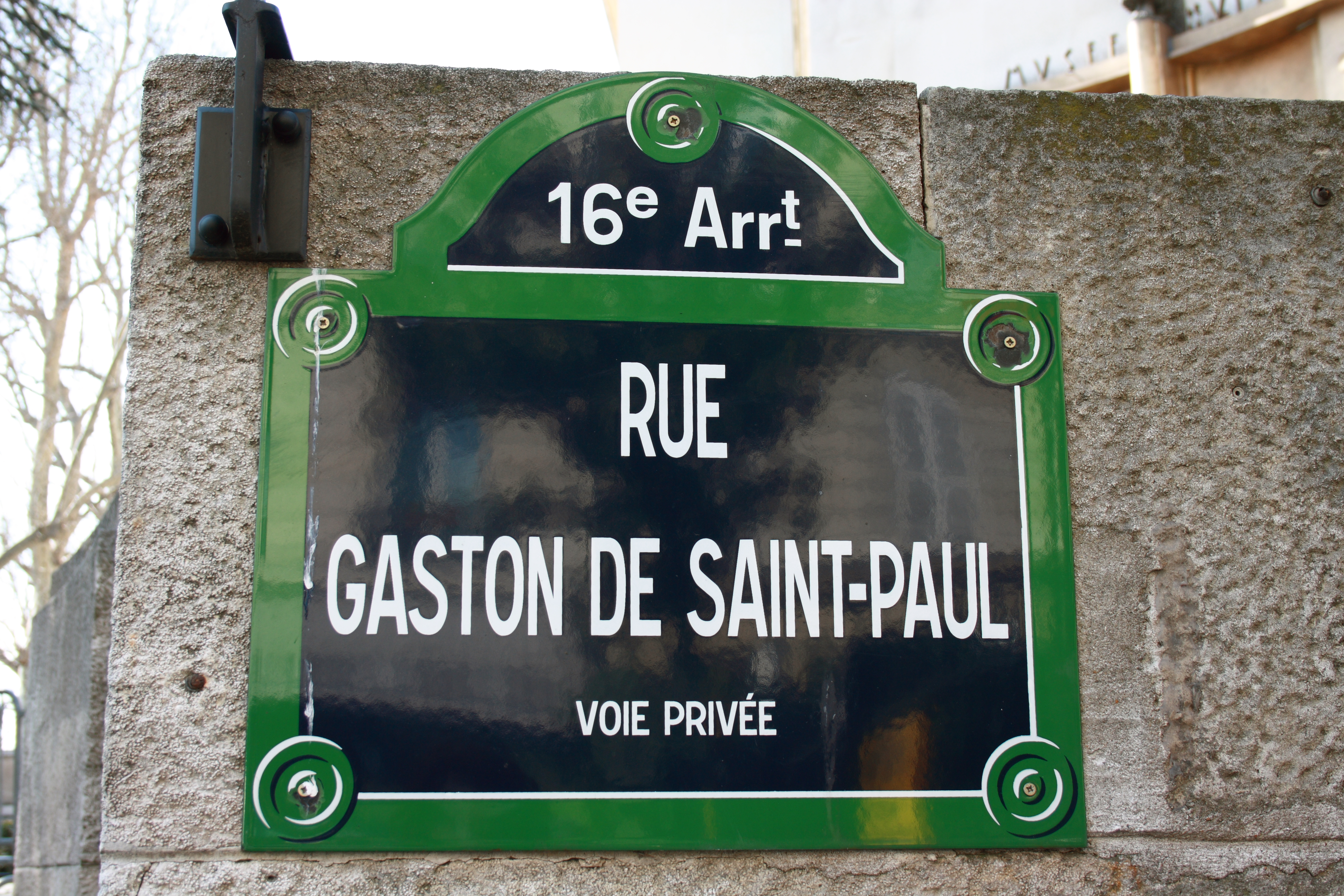
Plaque.

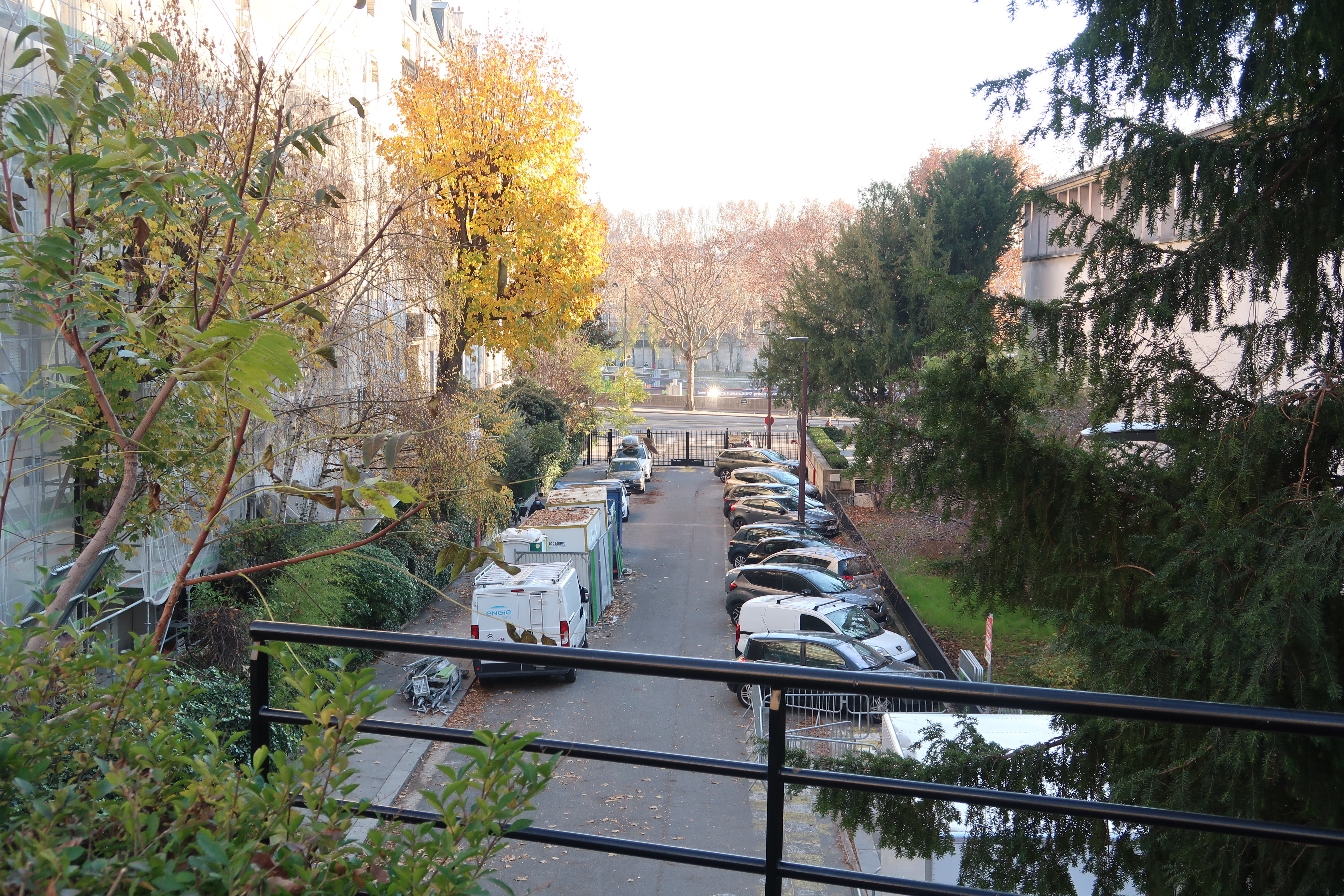
Vue depuis l'avenue du Président-Wilson.

La rue Gaston-de-Saint-Paul est une voie privée située dans le 16e arrondissement de Paris. Elle débute au 10, avenue de New-York et se termine en impasse. Il est cependant possible d'en avoir une vue surplombante depuis l'avenue du Président-Wilson, au niveau du no 9.
La rue est desservie par la ligne 9 du métro à la station Alma - Marceau.
Elle est bordée au sud par le palais de Tokyo et au nord par des immeubles d'habitation.

## Origine du nom
Cette voie évoque la mémoire du préfet Gaston de Verbigier de Saint-Paul, propriétaire des terrains sur lesquels elle a été ouverte.

## Historique
Selon l'historien de Paris Jacques Hillairet, la rue est ouverte sous sa dénomination actuelle en 1914 mais cela semble être une erreur puisque la rue est citée dans un article de presse de 1874. Quant aux immeubles la bordant, côté nord, ils datent des années 1870.

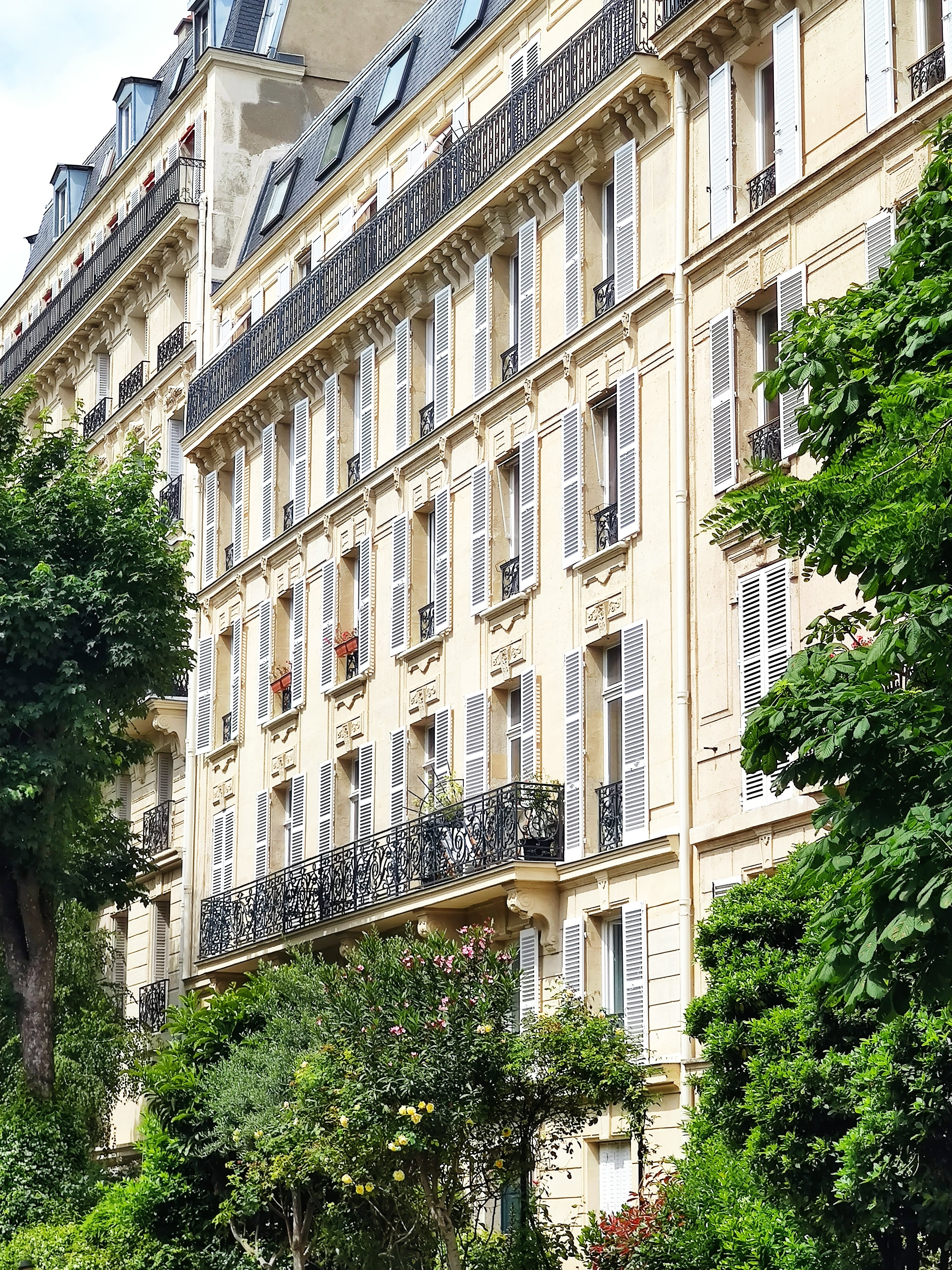
Immeubles.

## Bâtiments remarquables et lieux de mémoire
- No 2 : immeuble construit en 1872 par l'architecte Albert Martin, signé en façade.